# Sam Strahan
Pour les articles homonymes, voir Strahan.
 Samuel Cunningham Strahan, dit Sam Strahan, né le 25 décembre 1944 à Palmerston North (Nouvelle-Zélande) et mort le 21 décembre 2019 près de Feilding (Nouvelle-Zélande), est un joueur néo-zélandais de rugby à XV qui a joué avec l'équipe de Nouvelle-Zélande. Il évoluait au poste de deuxième ligne (1,94 m pour 101 kg). 

## Carrière
Sam Strahan a débuté avec la province de Manawatu en 1965.
Il a disputé son premier test match avec l'équipe de Nouvelle-Zélande le 19 août 1967 contre l'équipe d'Australie. Son dernier test match fut contre l'équipe d'Angleterre, le 15 septembre 1973. 
Strahan était surtout réputé pour ses prises de balle en touche.

## Palmarès
- Nombre de test matchs avec les Blacks : 17
- Nombre total de matchs avec les Blacks : 45